# 24 de julho
24 de julho é o 205.º dia do ano no calendário gregoriano (206.º em anos bissextos). Faltam 160 dias para acabar o ano.

## Eventos históricos

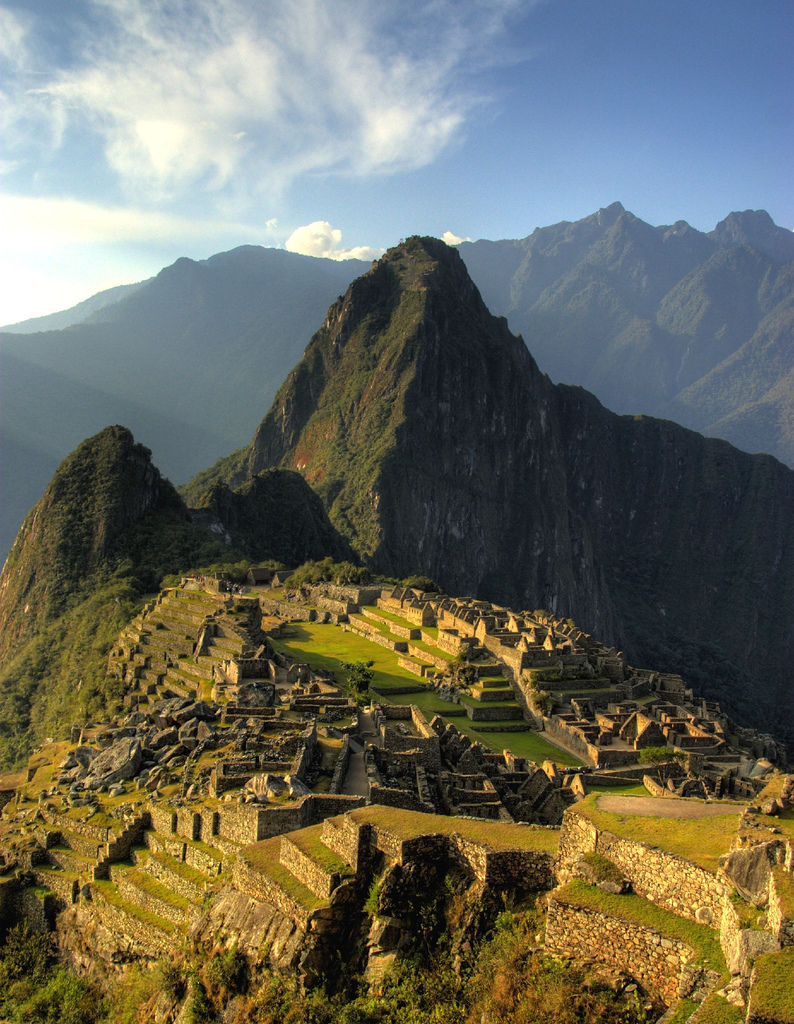
1911: Redescoberta de Machu Picchu

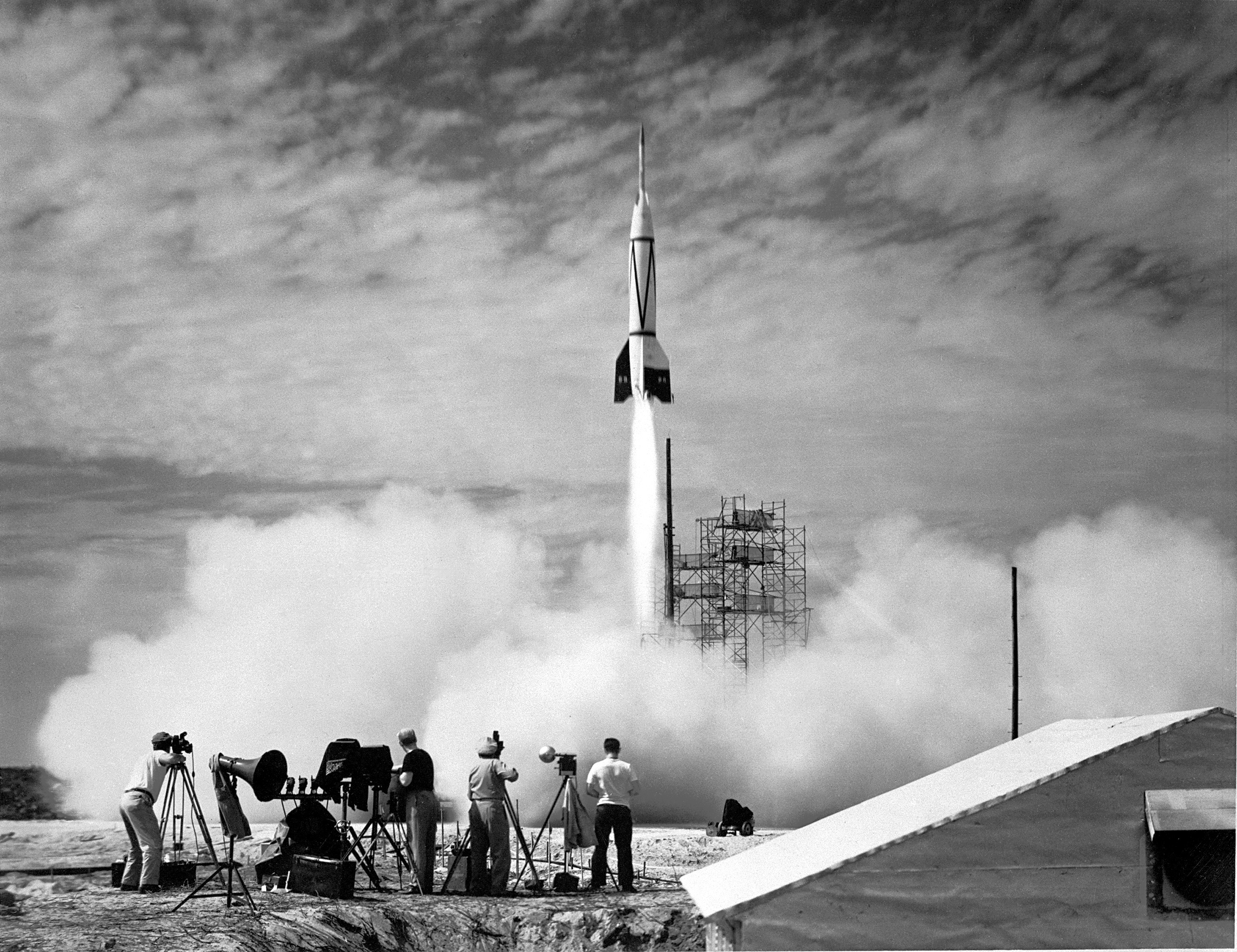
1950: Início das operações em Cabo Canaveral

- 1148 — Primeiro dia do Cerco de Damasco por tropas da Segunda Cruzada, com o objetivo de conquistar a cidade aos búridas.
- 1414 — Data provável da realização do Conselho Régio de Dom João I de Portugal, em Torres Vedras, para deliberar a expedição para a conquista de Ceuta, que marcou o início da expansão portuguesa ou Descobrimentos portugueses
- 1487 — Cidadãos de Leeuwarden, Holanda, fazem greve contra a proibição de cerveja estrangeira.
- 1534 — O explorador francês Jacques Cartier planta uma cruz na Península de Gaspé e toma posse do território em nome de Francisco I da França.
- 1567 — Maria, Rainha da Escócia, é forçada a abdicar, e é sucedida pelo filho ainda criança, Jaime VI.
- 1712 — Guerra da Sucessão Espanhola: os franceses sob o comando do marechal Villars obtêm uma vitória decisiva sobre Eugênio de Sabóia em Denain.
- 1783 — O Reino da Geórgia e o Império Russo assinam o Tratado de Georgievsk.
- 1810 — Depois da chegada a Almeida do exército da Terceira Invasão Francesa, chefiado por André Massena, teve lugar o primeiro confronto armado na Ponte do Côa — o Combate do Côa.
- 1833 — Em Portugal, as tropas liberais, comandadas pelo duque da Terceira, entram em Lisboa, depois de terem derrotado as tropas miguelistas lideradas por Teles Jordão na batalha da Cova da Piedade.
- 1839 — A República Juliana, proclamada por David Canabarro e Giuseppe Garibaldi, formou uma confederação com a república vizinha República Rio-Grandense.
- 1847 — Richard March Hoe, inventor americano, patenteia a prensa móvel rotativa.
- 1875 — Patrice de Mac-Mahon, presidente da França decide a favor de Portugal e contra o Reino Unido sobre a posse da região sul de Moçambique.
- 1910 — O Império Otomano captura a cidade de Shkodër, reprimindo a Revolta Albanesa de 1910.
- 1911 — Hiram Bingham III redescobre Machu Picchu, "a Cidade Perdida dos Incas".
- 1915 — O navio de passageiros SS Eastland vira enquanto amarrado a uma doca no rio Chicago. Um total de 844 passageiros e tripulantes são mortos no maior desastre de perda de vida de um único naufrágio nos Grandes Lagos.[1]
- 1922 — O projeto do Mandato Britânico da Palestina foi formalmente confirmado pelo Conselho da Liga das Nações; entrou em vigor em 26 de setembro de 1923.
- 1923 — O Tratado de Lausanne, estabelecendo as fronteiras da Turquia moderna, é assinado na Suíça pela Grécia, Bulgária e outros países que lutaram na Primeira Guerra Mundial.
- 1927 — Inaugurada em Ypres, Bélgica, a Porta de Menin, um memorial da Primeira Guerra Mundial.
- 1929 — Entra em vigor o Pacto Kellogg-Briand, renunciando à guerra como um instrumento de política externa (é assinado pela primeira vez em Paris em 27 de agosto de 1928, pela maioria das principais potências mundiais).
- 1935 — A onda de calor Dust Bowl atinge seu pico, atingindo temperaturas de 43 °C em Chicago e 40 °C em Milwaukee.
- 1943 — Segunda Guerra Mundial: começa a Operação Gomorra: aviões britânicos e canadenses bombardeiam Hamburgo à noite, e aviões americanos bombardeiam a cidade durante o dia. Até o final da operação, em novembro, 9 000 toneladas de explosivos terão matado mais de 30 000 pessoas e destruído 280 000 edifícios.
- 1950 — A Estação da Força Espacial de Cabo Canaveral inicia suas operações com o lançamento de um foguete Bumper.
- 1959 — Na abertura da Exposição Nacional Americana em Moscou, o vice-presidente americano Richard Nixon e o primeiro-ministro soviético Nikita Khrushchov têm um "Debate da Cozinha".
- 1967 — Durante uma visita oficial de estado ao Canadá, o presidente francês Charles de Gaulle declara a uma multidão de mais de 100 000 pessoas em Montreal: Vive le Québec libre! ("Viva a Quebec livre!"); a declaração irritou o governo canadense e muitos canadenses anglófonos.
- 1969 — A missão Apollo 11 retorna à Terra, pousando próxima ao Havaí.
- 1977 — Fim da Guerra Líbia-Egito.
- 1982 — Chuvas fortes causam um deslizamento de terra que destrói uma ponte em Nagasaki, no Japão, matando 299 pessoas.
- 1983 — Começam os tumultos antitâmil do Julho Negro no Sri Lanka, matando entre 400 e 3 000 pessoas. Julho Negro é geralmente considerado como o início da Guerra civil do Sri Lanka.
- 2012 — Guerra Civil Síria: as Unidades de Proteção Popular (YPG) capturam a cidade de Girkê Legê.
- 2013 — Um trem a 190 km/h descarrilou na Espanha ao fazer uma curva com limite de velocidade de 80 km/h, matando 78 passageiros.
- 2014 — Voo Air Algérie 5017 perde contato com os controladores de tráfego aéreo 50 minutos após a decolagem. Viajava entre Ouagadougou, Burkina Faso e Argel. Os destroços são encontrados mais tarde no Mali. Todas as 116 pessoas a bordo morrem.
- 2023 — Na Rússia, o grupo de mercenários Wagner que avançava com tropas militares em direção a Moscou recua, um dia após a rebelião contra governo de Vladmir Putin.
- 2024 — Acidente aéreo em Catmandu, Nepal, causa 18 mortes.
- 2025 — O avião Antonov An-24RV cai na região de Amur, Rússia, matando todas as 48 pessoas a bordo.

## Nascimentos

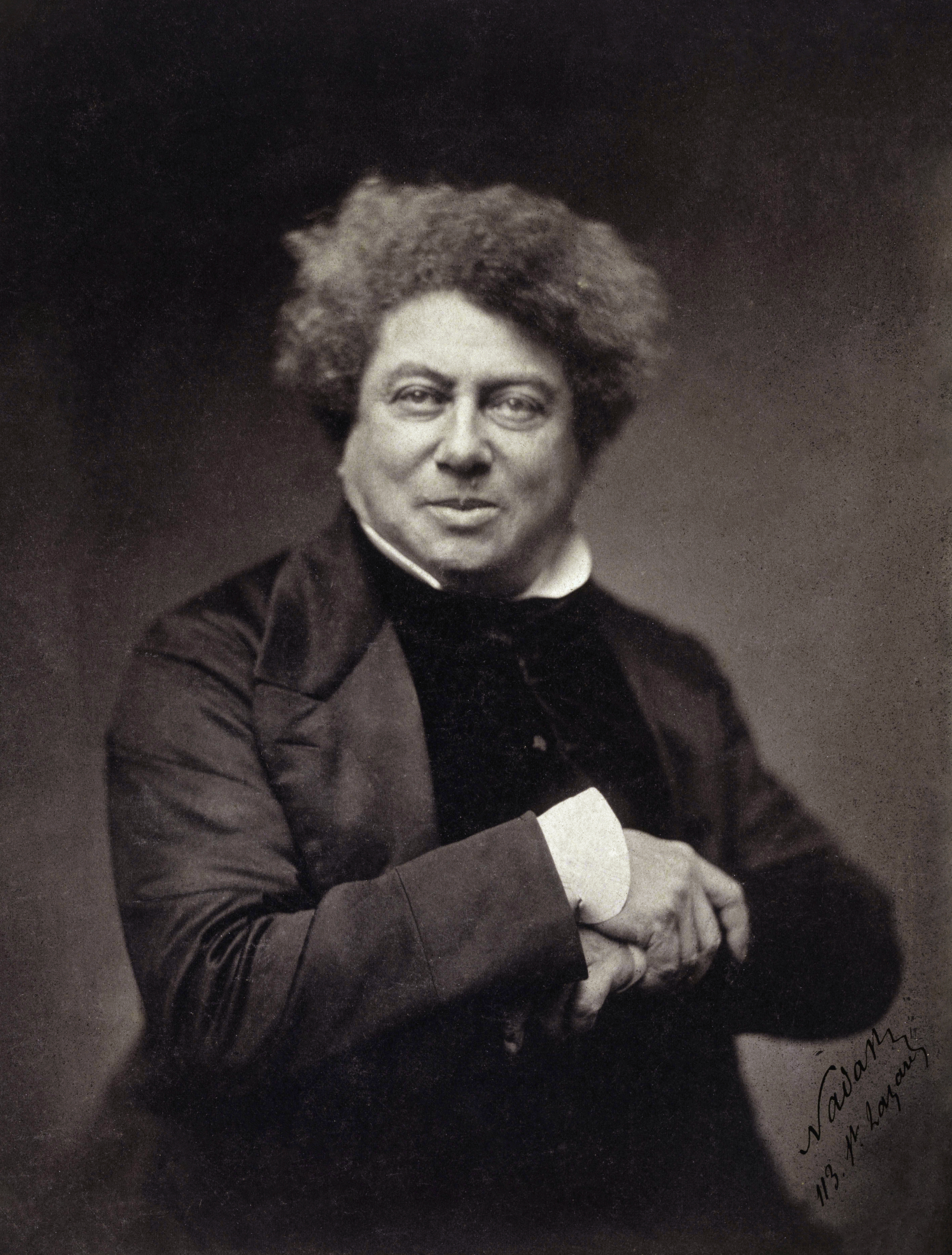
Alexandre Dumas

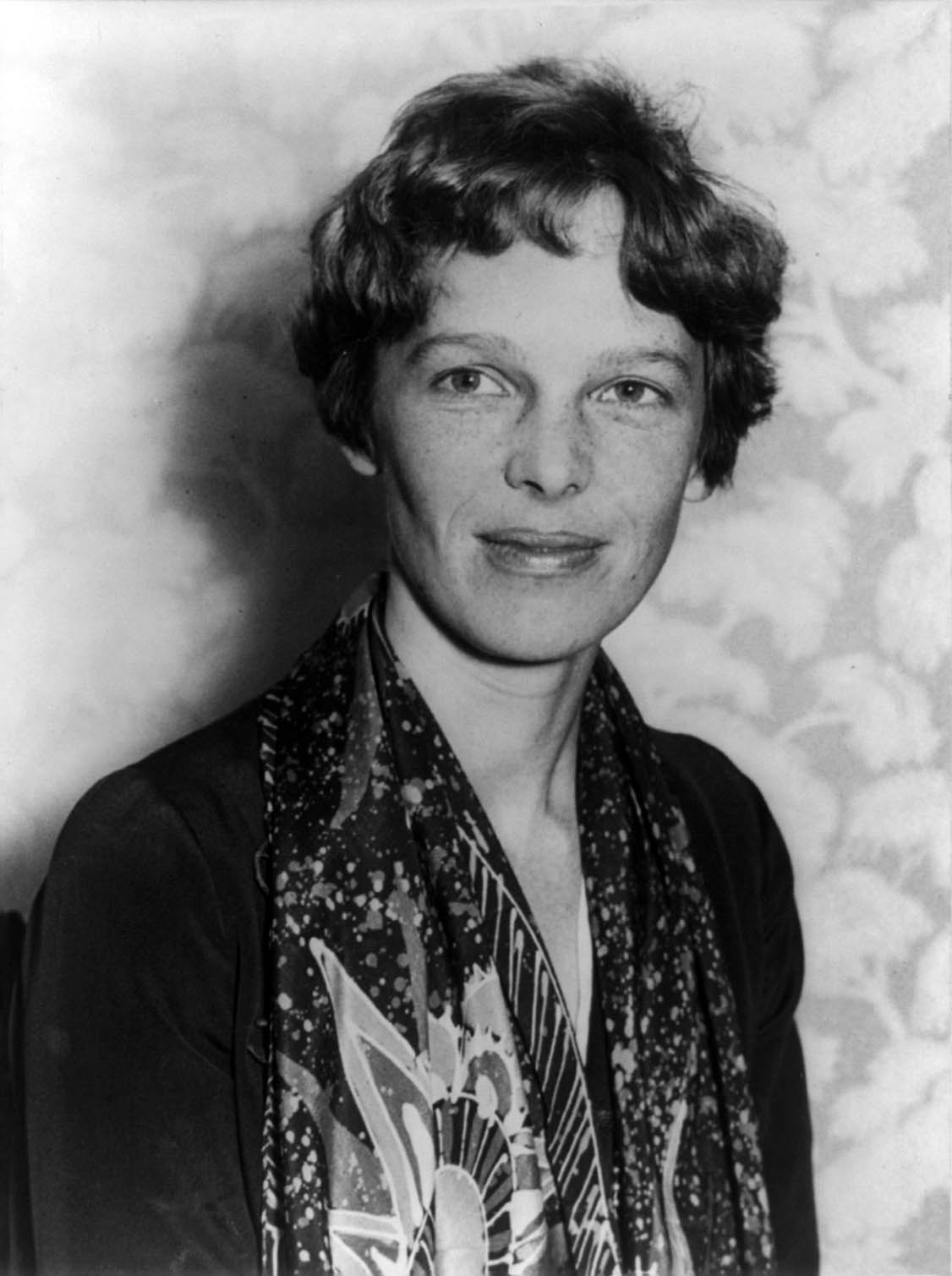
Amelia Earhart

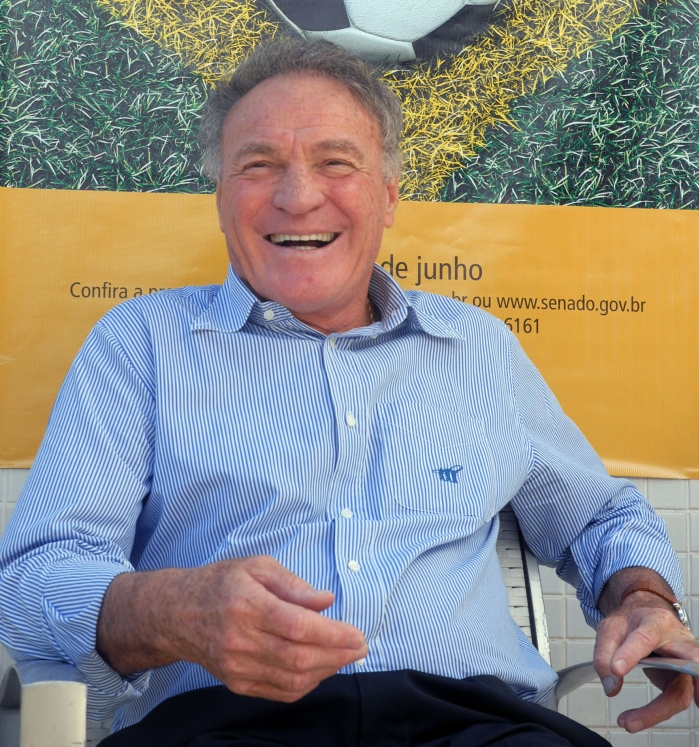
Mazzola

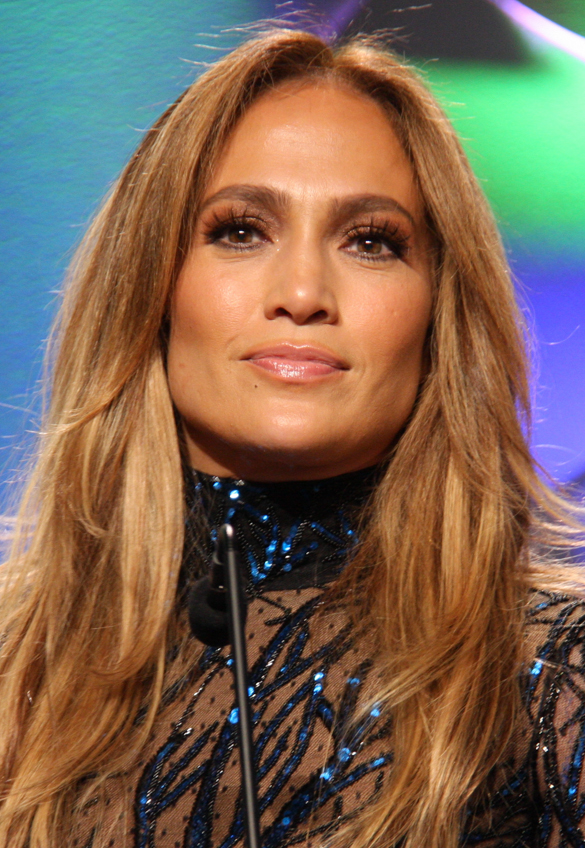
Jennifer Lopez

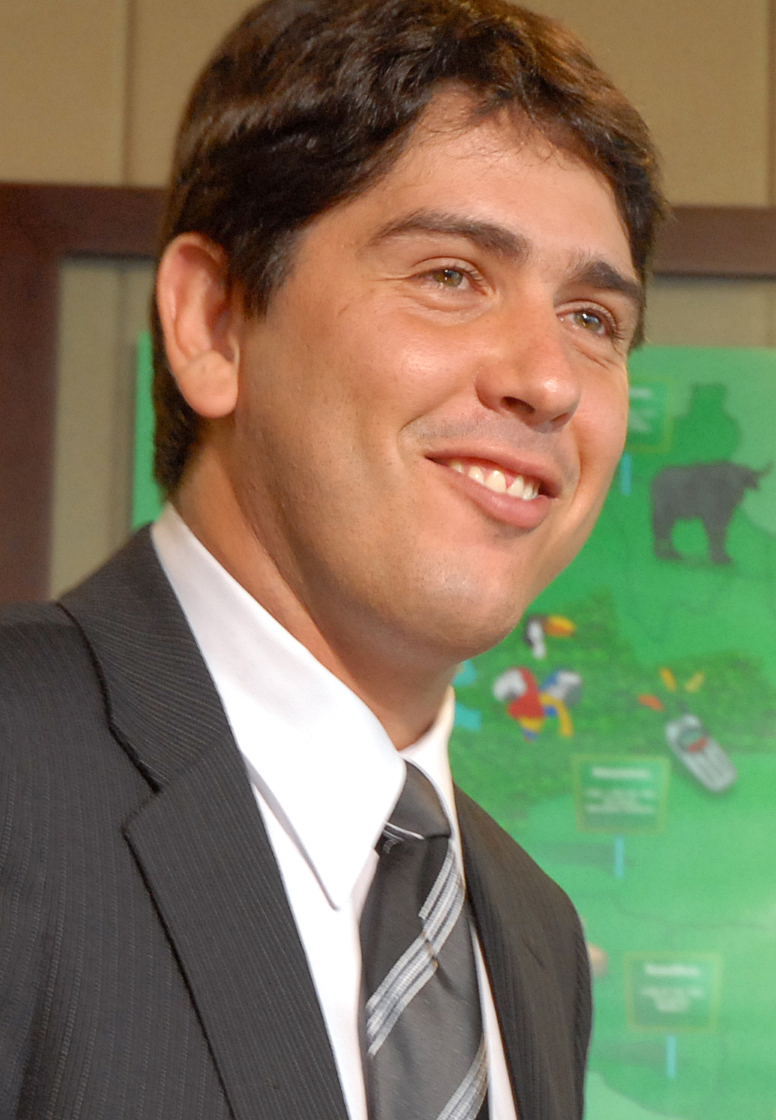
Cacá Bueno

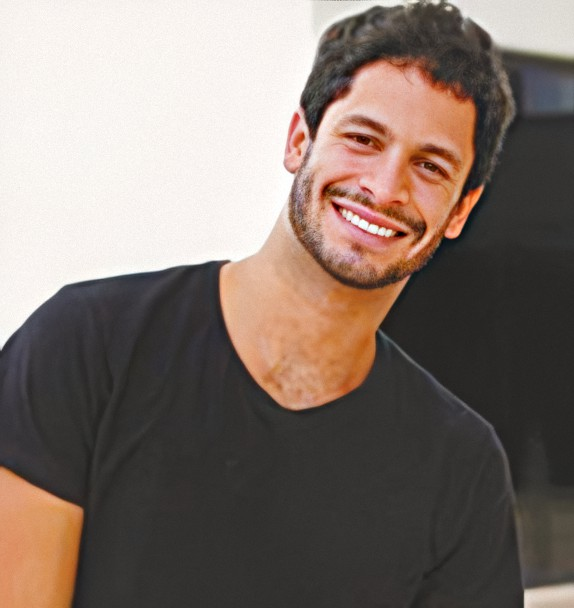
Rainer Cadete

### Anterior ao século XIX
- 1529 — Carlos II de Baden-Durlach (m. 1577).
- 1561 — Ana Maria do Palatinado-Simmern, duquesa da Sudermânia (m. 1589).
- 1689 — Guilherme, Duque de Gloucester (m. 1700).
- 1725 — John Newton, clérigo britânico (m. 1807).
- 1783 — Simón Bolívar, líder político sul-americano (m. 1830).

### Século XIX
- 1802 — Alexandre Dumas, pai, escritor francês (m. 1870).
- 1803 — Adolphe Charles Adam, compositor francês (m. 1856).
- 1828 — Antônio Henriques Leal, escritor, médico e político brasileiro (m. 1885).
- 1862 — Raimundo de Farias Brito, escritor e filósofo brasileiro (m. 1917).
- 1870 — Alphonsus de Guimaraens, poeta brasileiro. (m. 1921).
- 1886 — Junichiro Tanizaki, escritor japonês (m. 1965).
- 1890 — Guilherme de Almeida, crítico de cinema, poeta e tradutor brasileiro (m. 1969).
- 1897 — Amelia Earhart, aviadora norte-americana (m. 1937).
- 1900 — Carmen Clemente Travieso, jornalista e ativista venezuelana (m. 1983).

### Século XX

#### 1901–1950
- 1908 — Solano Trindade, poeta, pintor e teatrólogo brasileiro (m. 1974).
- 1911 — Elisa Lispector, escritora brasileira (m. 1989).
- 1918 — Antonio Candido, crítico literário e sociólogo brasileiro (m. 2017).
- 1921 — Giuseppe Di Stefano, tenor italiano (m. 2008).
- 1923 — Waldomiro Bariani Ortêncio, escritor e compositor brasileiro (m. 2023).
- 1930 — Jece Valadão, ator e diretor brasileiro (m. 2006).
- 1938
  - Eugene J. Martin, pintor norte-americano (m. 2005).
  - Mazzola, futebolista ítalo-brasileiro.
  - Tim Brown, patinador artístico americano (m. 1989).
- 1944 — Jan-Carl Raspe, guerrilheiro alemão (m. 1977).
- 1949
  - Michael Richards, ator norte-americano.
  - Roberto Batata, futebolista brasileiro (m. 1976).
  - Joan Enric Vives i Sicília, bispo espanhol.

#### 1951–2000
- 1951 — Lynda Carter, atriz norte-americana.
- 1952 — Gus Van Sant, cineasta e roteirista norte-americano.
- 1953 — Paulo Sérgio, futebolista brasileiro.
- 1954 — Jorge Jesus, treinador português de futebol.
- 1957 — Nelson Teich, médico oncologista e empresário brasileiro.
- 1958 — Mick Karn, multi-instrumentista e compositor britânico (m. 2011).
- 1959 — Giulio Lopes, ator brasileiro.
- 1961 — Kerry Dixon, futebolista britânico.
- 1963 — Karl Malone, basquetebolista norte-americano.
- 1964 — Pedro Passos Coelho, político português.
- 1966 — Martin Keown, futebolista britânico.
- 1969 — Jennifer Lopez, cantora e atriz norte-americana.
- 1971 — Dino Baggio, futebolista italiano.
- 1973 —  Ana Cristina de Oliveira, modelo e atriz portuguesa.
- 1974 — Beatriz, cantora brasileira.
- 1975 — Eric Szmanda, ator estadunidense.
- 1976
  - Tiago Monteiro, automobilista português.
  - Cacá Bueno, automobilista brasileiro.
- 1977 — Olivera Jevtić, atleta sérvia.
- 1978 — Andy Irons, surfista norte-americano.
- 1980
  - Gauge, atriz norte-americana.
  - Wilfred Bungei, atleta queniano.
  - Isabele Benito, jornalista brasileira.
- 1981 — Summer Glau, atriz norte-americana.
- 1982
  - Anna Paquin, atriz canadense.
  - Thiago Medeiros, automobilista brasileiro.
- 1983 — Daniele De Rossi, futebolista italiano.
- 1984 — David Payne, atleta estadunidense.
- 1985 — Teagan Presley, atriz norte-americana.
- 1986 — Fernando Tissone, futebolista argentino.
- 1987
  - Mara Wilson, atriz norte-americana.
  - Maria Casadevall, atriz brasileira.
  - Rainer Cadete, ator brasileiro.
- 1988 — Han Seung-yeon, cantora sul-coreana.
- 1989 — Júnior Viçosa, futebolista brasileiro.
- 1990 — Daveigh Chase, atriz norte-americana.
- 1991 — Emily Bett Rickards, atriz canadense.
- 1992 — Shaun Kirkham, remador neozelandês.
- 1993 — Eliza Butterworth, atriz inglesa.
- 1995 — Giulia Guarieiro, jogadora de handebol brasileira.
- 1996 — Oliver Zeidler, remador alemão.
- 1997 — Emre Mor, futebolista turco.
- 1998 — Bindi Irwin, atriz, cantora e dançarina australiana.
- 1999 — Axel Bassani, motociclista italiano.
- 2000 — Luiz Francisco, skatista brasileiro.

## Mortes

### Anterior ao século XIX

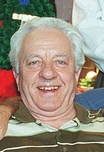
Rogério Cardoso

- 0946 — Maomé ibne Tugueje Iquíxida, governante egípcio (n. 882).
- 1115 — Matilde de Canossa (n. 1046).
- 1129 — Shirakawa, imperador japonês (n. 1053).
- 1328 — Isabel de Castela, rainha de Aragão (n. 1283).
- 1345 — Jacob van Artevelde, estadista e líder político flamengo (n. 1290).
- 1568 — Carlos, Príncipe das Astúrias (n. 1545).
- 1739 — Benedetto Marcello, compositor, escritor e magistrado italiano (n. 1686).

### Século XIX
- 1862 — Martin Van Buren, político norte-americano (n. 1782).
- 1883 — Matthew Webb, nadador britânico (n. 1848).

### Século XX
- 1927 — Ryūnosuke Akutagawa, escritor japonês (n. 1892).
- 1952 — Richard Johansson, patinador artístico sueco (n. 1882).
- 1957 — Sacha Guitry, ator e diretor francês (n. 1885).
- 1965 — Constance Bennett, atriz e produtora norte-americana (n. 1904).
- 1966 — Tony Lema, golfista norte-americano (n. 1934).
- 1969 — Witold Gombrowicz, escritor e dramaturgo polonês (n. 1904).
- 1974 — James Chadwick, físico britânico (n. 1891).
- 1980 — Peter Sellers, ator britânico (n. 1925).
- 1986 — Fritz Albert Lipmann, bioquímico e acadêmico germano-americano (n. 1899).
- 1991 — Isaac Bashevis Singer, escritor polonês-americano (n. 1902).
- 1995 — George Rodger, fotógrafo e jornalista britânico (n. 1908).
- 1997
  - Sylvia Orthof, escritora brasileira (n. 1932).
  - William J. Brennan, coronel e jurista norte-americano (n. 1906).
- 2000 — Ahmad Shamlou, poeta e jornalista iraniano (n. 1925).

### Século XXI
- 2003 — Rogério Cardoso, ator e comediante brasileiro (n. 1937).
- 2005
  - Francis Ona, político papuásio (n. 1953).
  - Richard Doll, fisiologista e epidemiologista britânico (n. 1912).
- 2008 — Zezé Gonzaga, cantora brasileira (n. 1926).
- 2009 —  José Carlos da Costa Araújo, futebolista brasileiro (n. 1962).
- 2013 — Fred Dretske, filósofo americano (n. 1932).
- 2014 — Walt Martin, sonoplasta estadunidense (n. 1945).
- 2017 — Artur Almeida, jornalista brasileiro (n. 1960).
- 2022 — Fernando Gomes de Oliveira, político e pecuarista brasileiro (n.1939).
- 2023
  - Doris Monteiro, cantora e atriz brasileira (n. 1934).
  - Leny Andrade, cantora brasileira (n.1943).
- 2025 — Hulk Hogan, ator e ex-wrestler estadunidense (n. 1953).

## Feriados e eventos cíclicos

### Internacional
- Dia Internacional da Tequila
- Dia Internacional do Autocuidado

### Brasil
- Dia Nacional do Suinocultor
- Aniversário da cidade de Angical do Piauí - Piauí
- Aniversário da cidade de Itatinga - São Paulo

### Portugal
- Feriado Municipal nos concelhos de Condeixa-a-Nova e de Pedrógão Grande.

### Cristianismo
- Charbel Makhlouf
- Cristina de Bolsena
- Cunegunda da Polônia

## Outros calendários
- No calendário romano era o 9.º dia (IX) antes das calendas de agosto.
- No calendário litúrgico tem a letra dominical B para o dia da semana.
- No calendário gregoriano a epacta do dia é iii.